# Мецгер, Иоганн
Иоганн Мецгер (Johann Metzger) — немецкий учёный в области сельскохозяйственной ботаники, директор Гейдельбергского сада. Его главные сочинения: «Europäische cerealien» (Гейдельберг, 1844, 20 таблиц рисунков) и «Landwirtschaftliche Pflanzenkunde» (там же, 1841).